# Explosiones de San Martín Texmelucan de 2010
Las explosiones de San Martín Texmelucan de 2010 tuvieron lugar en la madrugada del domingo 19 de diciembre de 2010 en la colonia El Arenal de San Martín Texmelucan de Labastida, Puebla, cerca de la autopista México-Puebla y sobre la antigua carretera federal San Martín Texmelucan-Tlaxcala. El desastre afectó también a colonias aledañas y al río Atoyac, la causa de las explosiones y el posterior incendio fueron las tomas clandestinas de combustible que provocaron el derrame de miles de litros de combustibles como diesel y combustóleo que se incendiaron provocando una tragedia en la que perecieron 30 personas, 52 heridos, 200 refugiados y daños en al menos 80 viviendas.

## Cronología de los hechos
El reporte de la explosión se registró a las 05:30 horas de esa mañana del domingo 19 de diciembre de 2010 en un punto de presunta toma clandestina. Las llamas alcanzaron una altura de más de 10 metros provocando pánico entre la población de colonias aledañas al Arenal como la Colonia Solidaridad, San Damián, la Junta auxiliar de San Lucas Atoyatenco y en general a toda la población del municipio. Al lugar comenzaron a arribar diversos cuerpos de emergencia locales y de poblaciones aledañas como Puebla, Huejotzingo y Tlaxcala y posteriormente bomberos de lugares más alejados como Ixtapaluca, Estado de México. Posteriormente el Ejército mexicano se hizo cargo del Centro de mando tomando el control de la situación. Alrededor de cien elementos del cuerpo castrense coordinaron las labores para la extinción del fuego. A las cinco y media de la tarde arribó a la población el presidente de la República Felipe Calderón en compañía del Gobernador de Puebla Mario Marín Torres y el gobernador electo Rafael Moreno Valle. Calderón instruyó a las autoridades correspondientes a iniciar la investigación para deslindar responsabilidades y a aplicar todo el peso de ley contra los responsables del incendio.  Alrededor de 200 personas fueron instaladas en albergues cercanos dentro del municipio mientras que el ejército estableció un perímetro de seguridad para asegurar las pertenencias de las personas evacuadas. Posteriormente, se dio la trágica noticia de que de las personas fallecidas, al menos 13 eran menores de edad, los cuales permanecieron en el Gimnasio de San Damián que se convirtió en un gigantesco anfiteatro.

## Investigación
La investigación posterior estuvo a cargo de la PGR  El titular de Pemex en ese entonces, Juan José Suárez Coppel, informó que las explosiones se debieron a una toma clandestina de donde se extraía combustible de manera ilegal. La investigación giró en torno a encontrar a los responsables de los delitos de robo de hidrocarburos, daños en propiedad ajena y contra el medio ambiente. Nunca se presentó a ningún responsable de la tragedia.